# Stadtzentrum (Darmstadt)
Stadtzentrum Darmstadt bezeichnet einen Statistischen Bezirk in Darmstadt-Mitte.

## Infrastruktur und Sehenswürdigkeiten
- Altes Palais
- Kollegiengebäude
- Luisenplatz
- Luisenplatz-Brunnen